# Sefa Yılmaz
Sefa Yılmaz (* 14. Februar 1990 in Berlin) ist ein türkischer Fußballspieler. Sein älterer Bruder Murat Yılmaz ist ebenfalls als Profifußballspieler tätig.

## Karriere

### Verein
Yılmaz begann seine Karriere bei Eintracht Südring Berlin. 2005 wechselte er von Tennis Borussia Berlin in die Jugendabteilung des VfL Wolfsburg, für den er später auch zu 52 Einsätzen in der zweiten Mannschaft kam.
Zur Saison 2010/11 wechselte er zum MSV Duisburg, bei dem er einen Vertrag bis 2012 unterschrieb. Sein erstes Pflichtspiel für seinen neuen Verein absolvierte er in der 1. Hauptrunde des DFB-Pokal gegen den VfB Lübeck. Eine Woche später kam er dann auch zu seinem Profispieldebüt beim Zweitliga-Auftakt gegen den VfL Osnabrück. In der Sommerpause 2011 löste er seinen Vertrag mit dem MSV Duisburg auf und unterschrieb beim türkischen Verein Kayserispor.
Nachdem Kayserispor zum Sommer 2014 den Klassenerhalt in der Süper Lig verfehlt hatte, wechselte Yılmaz zum Traditionsklub Trabzonspor. Dabei zahlte Trabzonspor für Yılmaz den Zentralanatoliern eine Ablösesumme von 3,5 Millionen € und zusätzlich die ablösefreie Abgabe ihres Spielers Anıl Taşdemir (letztere nur unter der Voraussetzung, dass Kayserispor mit Taşdemir eine Einigung erzielt). Für die Saison 2016/17 wurde er innerhalb der Süper Lig an den Aufsteiger Alanyaspor ausgeliehen.
Ende August 2017 wurde nach gegenseitigem Einvernehmen mit Trabzonspor sein Vertrag vorzeitig aufgelöst. Gegen Ende der Sommertransferperiode 2017 wurde er vom Zweitligisten Boluspor verpflichtet. Nach einer Saison zog er innerhalb der TFF 1. Lig zu Altınordu Izmir weiter.
Mit seinem Wechsel zum Sommer 2019 zu Gençlerbirliği Ankara kehrte Yılmaz nach zwei Spielzeiten wieder in die Süper Lig zurück.

### Nationalmannschaft
Neben der türkischen besitzt Yılmaz auch die deutsche Staatsbürgerschaft.
Yılmaz bestritt 19 Einsätze für die U-18- und U-19-Nationalmannschaft der Türkei und erzielte dabei drei Tore. Er gehörte vorübergehend dem erweiterten Kader der deutschen U-20-Nationalmannschaft an. Am 25. März 2011 debütierte er in der türkischen U21-Nationalmannschaft beim Spiel gegen Liechtenstein (6:1).
Sein Debüt für die türkische Fußballnationalmannschaft gab Yılmaz am 28. Mai 2013 im Freundschaftsspiel gegen Lettland.